# Loretokerk
Loretokerk (Pools: Kościół Matki Bożej Loretańskiej) of: O.L.V. van Loretokerk is een 17e-eeuwse kerk  in Praga, dat sinds 1791 een wijk van Warschau is. Het is de kerk van de Benedictijnen in Praga. De kerk werd gebouwd tussen 1640 en 1642 en gebaseerd op de Basiliek van het Heilige Huis in het Italiaanse Loreto. De kerk is gebouwd in de architectuurstijl van de barok, maar begon als renaissancebouwwerk. 

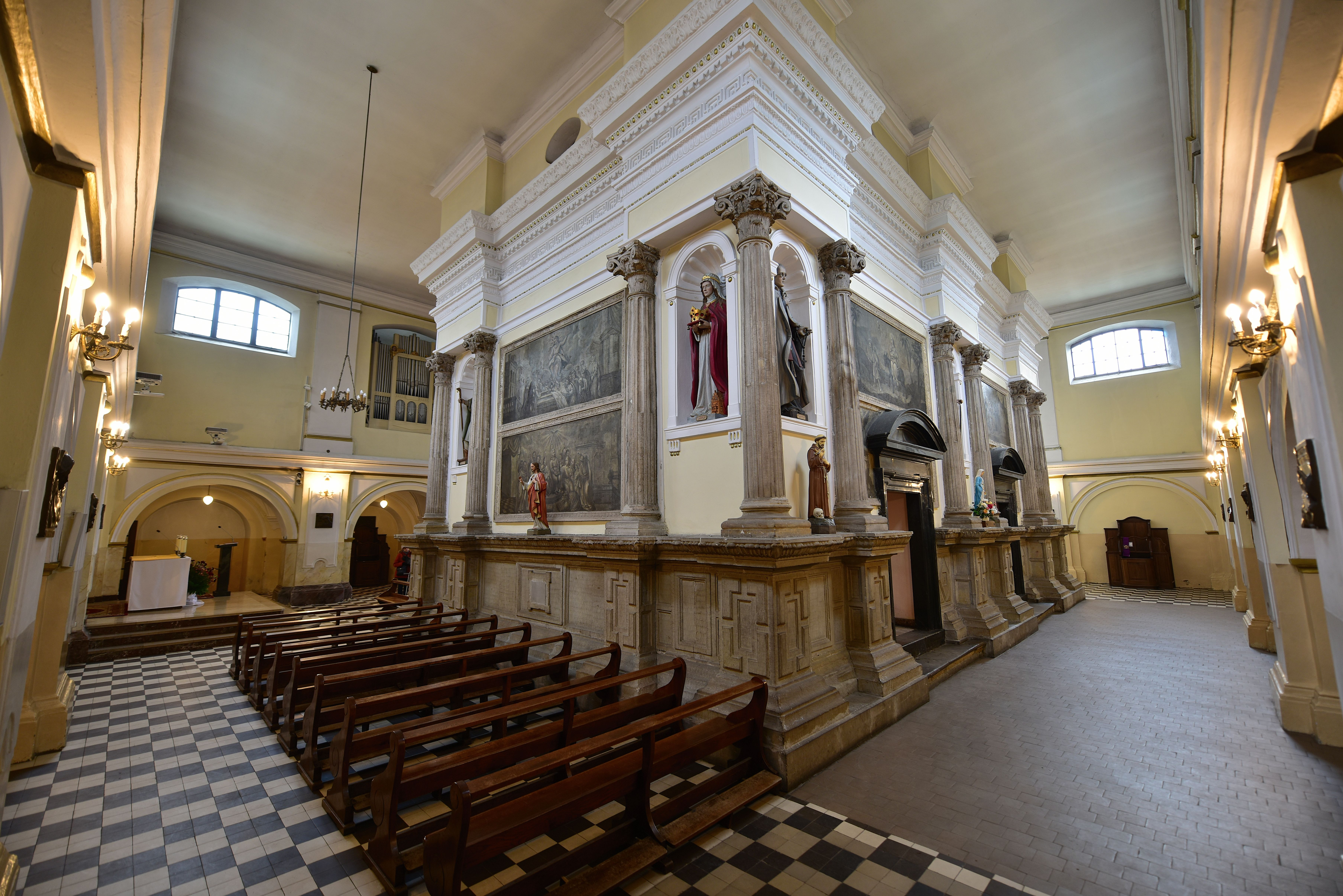
Het Poolse Huis van de maagd Maria

## Geschiedenis
De kapel is het enige dat overgebleven is van de eerdere kerk die op deze plaats heeft gestaan. Op 4 oktober 1617 werd de eerste steen van de huidige barokke kerk gelegd in aanwezigheid van Koning Sigismund III van Polen en gebouwd 1628 en 1638. De kerk werd gesticht als Sint-Andreaskerk. De kerk was een kloosterkerk van de Benedictijnenorde en van het nabij gelegen klooster. Tussen 1640 en 1642 werd de Loretokapel toegevoegd aan de kloosterkerk. Deze kapel werd bekostigd door Koning Wladislaus Wasa en zijn vrouw Koningin Cecilia Renata van Oostenrijk, en ook de broers van de koning betaalden mee. Een van die broers was de latere Koning Jan II Casimir van Polen. De Loretokapel is een kopie van het Huis van de maagd Maria in de basiliek van het Heilige huis in het Italiaanse Loreto. De architect was Constantino Tencalla. Een kopie van dit huis werd in Poolse Barokstijl opgetrokken in de kapel. Het originele ontwerp in Loreto was in renaissancestijl en ontworpen door Donato Bramante en Andrea Sansovino. 
Volgens de legende werd het Loreto-huis door engelen van het Heilige Land naar Kroatië verplaatst, waarna het in 1294 in Loreto aan kwam. In een kamer van de kapel werd een standbeeld van Maria van Loreto geplaatst dat door Koning Wladislaus in 1641 uit Italië werd meegenomen. De koningin zorgde dat het beeld voorzien werd van een gouden kroon. De kapel werd ingewijd in 1642.
Tijdens de Zweedse Zondvloed werd de kapel  geplunderd en verwoest door Zweedse en Brandenburgse troepen. De kerk werd herbouwd dankzij giften van Stefan Warszycki, slotvoogd van Kraków en Michał Warszycki, de voivode van Sandomierz. Tevens werd het gebouw bij de Kościuszko-opstand in 1794 zwaar beschadigd tijdens de belegering van de stad door het russische leger van Aleksandr Soevorov.
Het meest kostbare object van de kerk is het gotische cederbeeld van de Madonna met Kind van Kamion dat zich sinds 1807 in de kerk bevindt. Dit beeld is nu op het Hoofdaltaar van de kerk te vinden. Het Italiaanse beeld van de Loreto-Maagd werd verplaatst naar de Sint-Annakerk. In 1811 werd het nabij gelegen Benedictijnenklooster gesloopt, wegens de bouw van de Vesting van Praga. Men wilde om diezelfde reden ook de O.L.V. van Loretokerk slopen. Dit werd echter niet uitgevoerd wegens protest van de burgers van Praga. Tijdens de Opstand van Warschau in de Tweede Wereldoorlog werd de kerk erg beschadigd. In 1953 werd de kerk gerestaureerd.